# Ассельский ярус
| система                                                                          | система | отдел        | ярус        | Ниж. граница, млн лет |
| -------------------------------------------------------------------------------- | ------- | ------------ | ----------- | --------------------- |
| Триас                                                                            | Триас   | Нижний       | Индский     | 251,902 ±0,024        |
| Пермь                                                                            | Пермь   | Лопинский    | Чансинский  | 254,14 ±0,07          |
| Пермь                                                                            | Пермь   | Лопинский    | Вучапинский | 259,51 ±0,21          |
| Пермь                                                                            | Пермь   | Гваделупский | Кептенский  | 264,28 ±0,16          |
| Пермь                                                                            | Пермь   | Гваделупский | Вордский    | 266,9 ±0,4            |
| Пермь                                                                            | Пермь   | Гваделупский | Роудский    | 274,4 ±0,4            |
| Пермь                                                                            | Пермь   | Приуральский | Кунгурский  | 283,3 ±0,4            |
| Пермь                                                                            | Пермь   | Приуральский | Артинский   | 290,1 ±0,26           |
| Пермь                                                                            | Пермь   | Приуральский | Сакмарский  | 293,52 ±0,17          |
| Пермь                                                                            | Пермь   | Приуральский | Ассельский  | 298,9 ±0,15           |
| Карбон                                                                           | Пен.    | Верхний      | Гжельский   | больше                |
| Деление и золотые гвозди в соответствии с IUGS по состоянию на декабрь 2024 года |         |              |             |                       |

Ассельский век (от названия реки Ассель на Южном Урале), также ассельский ярус — первый век приуральской эпохи, соответствующий первому снизу ярусу Уральского отдела пермской системы согласно Восточноевропейской и тетисной стратиграфическим шкалам. Выделен советским геологом В. Е. Руженцевым в 1954 году из нижней части вышележащего сакмарского яруса. Начался 298,9 ±0,15 млн лет назад, длился более 5 млн лет.
Подстилается верхним (гжельским) ярусом карбона, и перекрывается сакмарским ярусом.

## Подразделения ассельского яруса
Ассельский ярус делится на холодноложский и шиханский горизонты.

## Палеогеография и климат
Содержание железа в пыли из известняка возрастом 295 млн лет, сохранившегося в горах северного и центрального Ирана, было в два раза выше, чем в современной пыли. Морские фотосинтезирующие организмы (цианобактерии), получавшие этот элемент, смогли быстрее развиваться, поглощая углекислый газ и выделяя кислород.

## Флора и фауна ассельского века
Ассельский ярус охарактеризован комплексом фораминифер и аммонитов. На западном склоне Урала в составе отложений ассельского яруса преобладают известняки, к массивным разностям которых приурочены залежи нефти (Ишимбай). Отложения, соответствующие ассельскому ярусу, выделяются также в Донбассе, в Средней Азии, на Памире, в Австрии, в Китае, Японии и США.